# Tanec na konci léta
Tanec na konci léta (v anglickém originále Dancing at Lughnasa) je irsko-britsko-americký dramatický film z roku 1998. Režisérem filmu je Pat O’Connor. Hlavní role ve filmu ztvárnili Meryl Streep, Michael Gambon, Catherine McCormack, Kathy Burke a Bríd Brennan.

## Obsazení
| Meryl Streep        | Kate Mundy      |
| Michael Gambon      | otec Jack Mundy |
| Catherine McCormack | Christina Mundy |
| Kathy Burke         | Maggie Mundy    |
| Bríd Brennan        | Agnes Mundy     |
| Sophie Thompson     | Rose Mundy      |
| Rhys Ifans          | Gerry Evans     |
| Darrell Johnston    | Michael Mundy   |